# Organisme chargé de l'application de la loi
Dans les pays anglophones, un organisme chargé de l'application de la loi est une agence gouvernementale responsable de l'application de la loi.
Aux États-Unis : le FBI.
De manière extensive, dans les organismes internationaux : Interpol et Europol.